# Třída Roussen
Třída Roussen je třída raketových korvet Řeckého námořnictva. Jedná se o 62 metrů dlouhou verzi raketových člunů typu Super Vita britské loděnice Vosper Thornycroft. Celkem bylo objednáno sedm jednotek této třídy. Prototypové plavidlo bylo do služby přijato roku 2005. Kvůli nedostatku financí a potížím loděnic stavební program nabral výrazné zdržení. Sedmá jednotka byla do služby přijata v září 2022.

## Stavba
Plavidla navrhla britská loděnice Vosper Thornycroft (nyní BAE Systems Surface Ships) na základě svého typu Super Vita již dříve vyzkoušeného u raketových člunů postavených pro Keňu (třída Nyayo), Omán (třída Dhofar) a Katar (třída Barzan). Zakázku na stavbu prvních tří jednotek této třídy získala v lednu 2000 řecká loděnice Elefsis Shipbuilding and Industrial Enterprises v Eleusis. V roce 2003 byly přiobjednány další dva kusy a v roce 2008 poslední tři. Všech sedm korvet mělo být dodáno do roku 2015. Program však postihla výrazná zdržení způsobená finančními problémy loděnic i  řeckého státu. Stavba posledních dvou jednotek se tak zdržela o pět let.
Jednotky třídy Roussen:
| Jméno                | Spuštěna           | Vstup do služby   | Status  |
| -------------------- | ------------------ | ----------------- | ------- |
| Roussen (P-67)       | 12. listopadu 2002 | 20. prosince 2005 | aktivní |
| Daniolos (P-68)      | 8. července 2003   | 22. února 2006    | aktivní |
| Krystallidis (P-69)  | 6. dubna 2004      | 8. května 2006    | aktivní |
| Grigoropoulos (P-70) | 20. prosince 2005  | 1. října 2010     | aktivní |
| Ritsos (P-71)        | 6. října 2006      | 19. října 2015    | aktivní |
| Karathanasis (P-78)  | 1. června 2018     | 28. července 2020 | aktivní |
| Vlachakos (P-79)     | 5. srpna 2020      | 29. září 2022     | aktivní |

## Konstrukce
Korvety mají ocelový trup a hliníkové nástavby. Nesou bojový řídící systém TACTICOS společnosti Thales Nederland, přehledový 3D radar Thales MW08, označovač cílů Thales Mirador, radar Thales Nederland Scout Mk.II a navigační radar Sperry Marine Bridgemaster-E. Další obrannou výbavu tvoří systémy pro elektronický boj DR 3000 a Argo AR 900 a vrhače klamných cílů SRBOC.
Hlavňovou výzbroj tvoří jeden 76mm kanón OTO Melara Super Rapid ve dělové věži na přídi a dva 30mm kanóny Oto Melara ve věžičkách v zadní části nástavby. Údernou výzbroj plavidel tvoří osm protilodních střel MM.40 Exocet, přičemž první tři mají verzi block II s doletem 70 km a ostatní verzi block III s prodlouženým doletem. K ničení vzdušných cílů a útočících protilodních střel slouží systém bodové obrany RIM-116A RAM Block I se zásobou 21 střel s dosahem 10 km.
Pohonný systém tvoří čtyři diesely MTU 16V 595 TE90, pohánějící čtyři lodní šrouby. Elektřinu dodávají tři generátory. Nejvyšší rychlost dosahuje 35 uzlů. Dosah je 4500 námořních mil při 20 rychlosti uzlů.